# Trebitschin
Trebitschin, polnisch Trzebiszyn (1939–1945: Rodewalde) ist ein Dorf im polnischen Powiat Kluczborski der Woiwodschaft Oppeln. Es gehört zur zweisprachigen Gemeinde Gross Lassowitz.

## Geographie

### Geographische Lage
Trebitschin liegt im nordwestlichen Teil Oberschlesiens im Kreuzburger Land. Trebitschin liegt rund vier Kilometer südwestlich vom Gemeindesitz Groß Lassowitz, rund fünfzehn Kilometer südlich der Kreisstadt Kluczbork und etwa 34 Kilometer nordöstlich der Woiwodschaftshauptstadt Oppeln.
Trebitschin liegt am Budkowitzer Bach (poln. Budkowiczanka), einem linken Nebenfluss des Stobers (poln. Stobrawa). Durch den Ort verläuft die Landesstraße Droga krajowa 45.

### Nachbarorte
Nachbarorte von Thule sind im Nordosten Gemeindesitz Gross Lassowitz (poln. Lasowice Wielkie), im Südwesten Sausenberg (Szumirad) und im Westen Thule  (Tuły).

## Geschichte

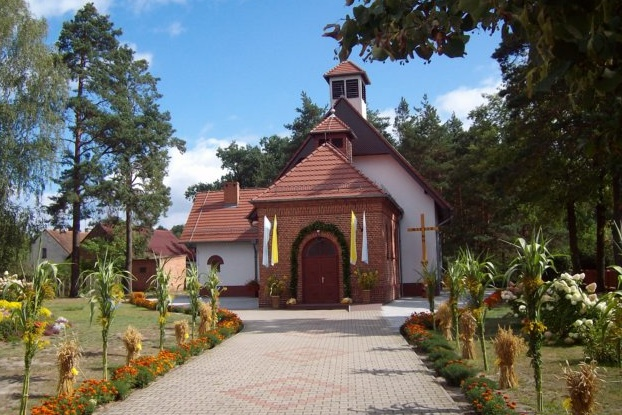
Hedwigskapelle

Der Ortsname leitet sich vom slawischen Namen Trzebicz ab und bedeutet in etwa Rodeplatz.
1742 fiel Trebitschin mit dem Großteil Schlesiens an Preußen. Der Ort wurde 1783 im Buch Beyträge zur Beschreibung von Schlesien als Trzebischin erwähnt, gehörte einer Prinzessin von Hohenlohe, lag im Kreis Rosenberg und hatte 113 Einwohner, ein herrschaftliches Vorwerk, zwei Mühlen und zwölf Gärtner.
Nach der Neuorganisation der Provinz Schlesien gehörte die Landgemeinde Trebitschin ab 1816 zum Landkreis Rosenberg O.S. im Regierungsbezirk Oppeln. 1845 bestanden im Dorf ein Vorwerk mit Schäferei, ein Hochofen und 36 weitere Häuser. Im gleichen Jahre lebten in Trebitschin 314 Menschen, davon 83 evangelisch und 13 jüdisch. 1865 hatte Trzebitschin zwei Mühlenbesitzungen, zwölf Gärtnerstellen und 16 Häuslerstellen. In Ortsnähe befand sich ein Frischfeuer. 1874 wurde der Amtsbezirk Sausenberg gegründet, welcher aus den Landgemeinden Chudoba, Groß Lassowitz, Grunowitz, Klein Lassowitz, Laskowitz, Marienau, Sausenberg, Skorkau und Trzebitschin und den Gutsbezirken Chudoba, Groß Lassowitz, Grunowitz, Klein Lassowitz, Laskowitz, Sausenberg, Skorkau und Trzebitschin bestand.
Bei der Volksabstimmung in Oberschlesien am 20. März 1921 stimmten im Ort 143 Wahlberechtigte für einen Verbleib Oberschlesiens bei Deutschland und 113 für eine Zugehörigkeit zu Polen. Trebitschin verblieb nach der Teilung Oberschlesiens beim Deutschen Reich. 1925 lebten 363 Menschen im Ort. 1933 zählte Trebitschin 355 Einwohner. Am 27. April 1936 wurde der Ort im Zuge einer Welle von Ortsumbenennungen der NS-Zeit in Rodewalde umbenannt. Zum 1. April 1939 wurde der Ort in die Gemeinde Sausenberg eingemeindet. Bis 1945 befand sich der Ort im Landkreis Rosenberg O.S.
1945 kam der bis dahin deutsche Ort Trebitschin unter polnische Verwaltung und wurde anschließend der Woiwodschaft Schlesien angeschlossen und ins polnische Trzebiszyn umbenannt. 1950 kam der Ort zur Woiwodschaft Oppeln. 1999 kam der Ort zur Woiwodschaft Oppeln und zum wiedergegründeten Powiat Kluczborski. Am 16. August 2010 erhielt der Ort zusätzlich den amtlichen deutschen Ortsnamen Trebitschin.

## Sehenswürdigkeiten
- Hedwigskapelle
- Wegekreuz